# David Otunga
David Daniel Otunga, Sr. (* 7. dubna 1980) je americký herec, právník a bývalý profesionální wrestler. Nejznámější je jeho působení ve společnosti WWE. Vystupoval zde pod svým pravým jménem. Byl dvakrát WWE Tag Team šampion a to jednou společně s Michael McGillicutty a podruhé s Johnem Cenou. Byl finalista soutěže NXT kde skončil druhý. Byl také členem týmů Nexus a New Nexus.

## Dětství
David Otunga je synem keňanských rodičů, otce Mose a matky amerického původu, Billie. Oba jeho rodiče pracují jako učitelé. David je nejmladší ze třech sourozenců. Od roku 1998 studoval Larkinskou střední školu kde byl v třídě A. Má bakalářský titul v oboru psychologie z univerzity v Illinois. Poté se přestěhoval do New York City kde pracoval na Kolumbijské univerzitě jako laboratorní manažer v centru kognitivní neurovědy. Později začal navštěvovat právnickou fakultu na Harvardu a v Illinois složil advokátní zkoušky. Po dokončení studia pracoval pro advokátní firmu Sidley Austin LLP.

## Realitní televize
Jeho neteř ho poslala na konkurz a David byl vybrán jako účastník do reality show I Love New York 2. Byla mu dána přezdívka "Punk". David se v soutěži dostal mezi poslední tři soutěžící ale v předposledním díle show byl vyřazen.

## Osobní život
Po sedmi měsících vztahu požádal svou přítelkyni, herečku a zpěvačku Jennifer Hudson o sňatek a to na její 27. narozeniny. 10. srpna 2009 se páru narodil jejich první dítě, syn David Daniel Otunga, Jr. Rozešli se v roce 2017.
V dubnu 2012 David splnil sny mladému uprchlíkovi z Haiti před zemětřesením v roce 2010 tím, že ho vzal do zákulisí WrestleManie XXVIII a dal mu možnost pozdravit a popovídat si se všemi wrestlery.

## Ve wrestlingu
- Zakončovací chvaty
  - Verdict
- Ostatní chvaty
  - Belly to belly suplex
  - Elbow drop
  - Falling neckbreaker
  - Flapjack
  - Front or a scoop powerslam
  - Inverted side headlock takeover
  - Variace Multiple clothesline
    - Corner
    - Running
    - Short-arm

  - Spinning back elbow
  - Turnbuckle thrust
- Přezdívky
  - "Kanye West of WWE"
  - "A-List"
  - David Otunga
  - Dawson Alexander
- Theme songy
  - "We Are One" od 12 Stones (7. června 2010-1. srpna 2011; používáno v době působení v týmu Nexus)
  - "Death Blow" od VideoHelper Production Library (21. července 2011; používáno v době týmování s Michael McGillicutty)
  - "All About the Power" od Jim Johnston (28. července 2011-současnost)

## Šampionáty a ocenění
- Pro Wrestling Illustrated
  - PWI Feud roku (2010) – Nexus vs WWE
  - PWI Nejnenáviděnější wrestler roku (2010) – jako člen Nexusu
  - Magazín PWI ho zařadil na 207. místo v žebříčku nejlepších 500 wrestlerů PWI 500 roku 2010
  - Magazín PWI ho zařadil na 97. místo v žebříčku nejlepších 500 wrestlerů PWI 500 roku 2011
  - PWI nováček roku (2010)
- World Wrestling Entertainment / WWE
  - WWE Tag Team Championship (2krát) – s Johnem Cenou (1krát) a s Michael McGillicutty (1krát)
  - Slammy Awards: Shocker of the Year (2010), Pee-wee Herman Bowtie Award (2011)